# کمونیزاسیون
کمونیزاسیون (به انگلیسی: Communization) عمدتاً به یک نظریه کمونیستی معاصر اشاره دارد که در آن مجوعه و اختلاطی از آنارشیسم شورشی، فوق‌العاده چپ کمونیست، پسا-خودمختار، جریانات ضد سیاسی، گروه‌هایی مانند کمیته نامرئی و همچنین جریانهای «ارتباط» صریح‌تر مانند تئوری کمونیست وجود دارد.

## تئوری
در نظریه سیاسی کمونیستی، کمونیزاسیون فرایند لغو مالکیت بر ابزار تولید است که در جوامع تحت سلطه شیوه تولید سرمایه‌داری، متعلق به سرمایه داران منفرد، ایالت‌ها یا سایر ارگان‌های جمعی است. در برخی از نسخه‌های نظریه کمونیست، ارتباطات به معنای انتقال مالکیت از دست سرمایه داران خصوصی به دست جمعی تولیدکنندگان است، چه در قالب شرکت‌های تعاونی یا کومون‌ها، و چه از طریق واسطه گری یک دولت یا فدراسیون کارگران. شوراها در مقیاس محلی، ملی یا جهانی است. در برنامه‌های دیگر، مانند برخی از کمونیست‌های چپ (به عنوان مثال ژیل دوو، ژاک کامات)، خودمختارها (به عنوان مثال، ماریو ترونتی) و آنارکو کمونیست‌ها (به عنوان مثال پیتر کروپوتکین)، ارتباطات به معنای از بین بردن مالکیت است، همراه با هر نهاد شبه دولتی که ادعا می‌کند نماینده یک زیر مجموعه انسانیت است. در این حساب‌ها بشریت به‌طور کلی، مستقیم یا غیرمستقیم، وظیفه تولید کالاها را برای استفاده (و نه برای مبادله) بر عهده می‌گیرد. مردم سپس به جای مبادله نیروی کار با پول، به آن کالاها دسترسی آزاد خواهند داشت، و توزیع براساس حداکثر " از هر یک بر اساس توانایی خود، به هر یک بر اساس نیاز او " انجام می‌شود.

## تاریخچه

### منشأ و سابقه
اصطلاح ارتباطات توسط کارل مارکس و فریدریش انگلس استفاده نشده‌است، اما به معنای فوق توسط مارکسیست‌های اولیه به کار رفته‌است. ارتباط از این نظر معادل تأسیس "مرحله بالاتر" جامعه کمونیستی است که مارکس در نقد برنامه گوتا توصیف کرده‌است. در دولت و انقلاب، ولادیمیر لنین از مرحله پایین‌تر، که پیرامون اصل " به هر کس با توجه به سهم خود سازمان یافته‌است، به عنوان سوسیالیسم، با مرحله بالاتر به عنوان "کمونیسم کامل، یا به عنوان ژوزف استالین اشاره کرد بعداً قرار می‌داد بنابراین هم لنین و هم استالین زمینه تفکر کمونیزاسیون را نه به عنوان گذار از سرمایه‌داری به کمونیسم بلکه به عنوان گذار از سوسیالیسم به کمونیسم فراهم کردند ، انتقالی که پس از به دست گرفتن قدرت توسط طبقه کارگر اتفاق می‌افتد و ممکن است مدت طولانی طول بکشد (در دهه ۱۹۳۰ استالین "کمونیسم کامل" را تصور می‌کرد که هنوز فاصله زیادی دارد). بنابراین فاصله بین دو انتقال به عنوان یک «دوره گذار» ضروری بین انقلاب کارگری و کمونیسم تلقی شد.
به نظر می‌رسد که در رژیم‌های به اصطلاح «کمونیستی» تقاضا برای «کمونیسم» با بی صبری نسبت به «دوره گذار» و تمایل به شکستن از اشکال باقیمانده سرمایه‌داری (به عنوان مثال پول، کار مزدی) همراه است. در آن رژیم‌ها کسانی که خواستار حرکت به سوی "برقراری ارتباط" از این نظر بودند، معمولاً " فوق چپ " محکوم شدند، و پیشنهادات آنها غیر عملی و اتوپیایی رد شد، اما آنها توانستند به نمونه‌های تاریخی کمون پاریس و انقلاب ۱۹۳۶ اسپانیا، هستند. جایی که اقدامات رادیکال تری در مورد جمع سازی مردمی نسبت به انقلاب روسیه و چین، و همچنین انقلاب آلمان ۱۹۱۹–۱۹۱۸ و جنبش شوراهای ایتالیا ۱۹۱۹–۱۹۲۰ که در آن کمونیسم چپ وجود داشت، انجام شده بود شکل گرفته‌است

### اواخر قرن بیستم
ارتباط اصطلاح ارتباط با یک فوق‌العاده چپ که خود مشخص است در فرانسه در دهه ۱۹۷۰ تثبیت شد، جایی که توصیف نه انتقال به مرحله بالاتر کمونیسم بلکه چشم‌انداز انقلاب کمونیستی خود بود؛ بنابراین در جزوه جهانی بدون پول در سال ۱۹۷۵ آمده‌است: «قیام و ارتباطات ارتباط تنگاتنگی دارند. ابتدا یک دوره قیام و سپس بعداً، به لطف این قیام، تحول واقعیت اجتماعی وجود نخواهد داشت. روند قیام نیرو خود را از ارتباط برقرار می‌کند. " این چشم انداز با دولت گرایی و پیشتاز برداشت لنینیست از انقلاب مخالف بود، اما همچنین شکست قابل درک انقلاب روسیه و چین (که بر اساس الگوی سیاسی/نظامی لنینیستی انجام شد) با عدم کفایت اقدامات انجام شده برای لغو اجتماعی سرمایه داری روابط (به عنوان مثال عدم جمع‌آوری مستقیم، تداوم روابط پولی). همچنین "عملگرایی" مورد نظر تمرکز لنینیستها بر دولت را برعکس کرد، با این استدلال که هدف اصلی " پژمردن دولت " به سختی می‌تواند با تصرف قدرت دولت و ایجاد بوروکراسی "انقلابی"، اما عملی‌ترین وسیله برای دستیابی به این هدف ترجیحاً لغو روابط سرمایه‌داری (پول، سرمایه، دستمزد) است که قدرت دولت به آن بستگی دارد؛ بنابراین لا بانکیسه می‌نویسد:
در این دهه ۱۹۷۰ میلادی تمایل فرانسه به «کمونیسم» به منزله عدم وجود یک دوره گذار و برداشت از انقلاب به عنوان اعمال اقدامات کمونیستی در اقتصاد و جامعه بود. این اصطلاح امروزه نیز در کشور فرانسه به این معنا استفاده می‌شود و در نتیجه ترجمه متون توسط ژیل داو و تئوری کمونیست، دو چهره اصلی در این گرایش، به زبان انگلیسی نیز گسترش یافته‌است.
با همکاری کمونیست‌های چپ دیگر مانند فرانسوا مارتین و کارل نسیچ، داوو سعی در همجوشی ، انتقاد و توسعه جریان‌های مختلف مختلف کمونیستی چپ، از جمله جنبش ایتالیایی مرتبط با آمادئو بوردیگا کمونیسم شورایی آلمان و هلند کمونیسم و دیدگاه‌های فرانسه در ارتباط با Socialisme ou Barbarie و بین‌الملل موقعیت‌گرا بودند. او در بحث‌های نظری در مورد مسائل اقتصادی در مورد شکست بحث‌برانگیز مارکسیسم بین‌المللی دوم (شامل سوسیال دموکراسی و "کمونیسم" لنینیستی)، طغیان انقلابی جهانی در دهه ۱۹۶۰ و انحلال بعدی آن و تحولات در انباشت و طبقه جهانی سرمایه‌داری متمرکز شده‌است. مبارزه کردن

### اوایل قرن ۲۱
در اواخر دهه ۱۹۹۰، یک احساس نزدیک اما یکسان «ارتباط» توسط گروه پساموقعیت‌گرای فرانسوی تیققون ایجاد شد. به نظر می‌رسد با توجه به پیشینیان چپ رادیکال خود، تمایل تیقون به این مهم تأکید بر کمونیسم به عنوان یک روند فوری است تا یک هدف دور، اما برای تیقون این دیگر مترادف با «انقلابی» نیست که به عنوان یک هدف تاریخی شناخته می‌شود این رویداد، بلکه بیشتر با انواع فعالیتها - از چمباتمه زدن و راه اندازی کمون‌ها گرفته تا «به اشتراک گذاری» - که به‌طور معمول به عنوان «قبل از انقلاب» شناخته می‌شود، قابل شناسایی است. از دیدگاه فوق چپ چنین سیاست «رها کردن» یا، به گفته تیقون، «فرار از زندان» - تنظیم فضاها و روشهایی که تا حدی مستقل از سرمایه‌داری است - به‌طور معمول ساده لوحی یا ارتجاعی کنار گذاشته می‌شود. با توجه به محبوبیت آثار مرتبط با تیقون در حلقه‌های آنارشیست ایالات متحده، تماس و The Coming Insurrection ، این احساس اخیر "ارتباط" است که در ارتباطات آنارشیست و شورشیان ایالات متحده بکار می‌رود، به ویژه در جنبش دانشجویی کالیفرنیا در سال 2009 -2010. "اخیراً ایده‌های آن در بحث با گروه‌های همفکر از جمله زبان انگلیسی Endnotes و مجله سوئدی Riff Raff شرح و گسترش یافته‌است. این مجموعه‌ها اخیراً برای تولید Sic - یک مجله بین‌المللی ارتباطات (شماره شماره یک در سال ۲۰۱۱ منتشر شد) همکاری کرده‌اند. "